# Phan Lưu Thanh
Phan Lưu Thanh (1906–1983), bí danh Thừa Thanh, Hoài Việt, là một nhà cách mạng Việt Nam, Bí thư Tỉnh ủy Phú Yên đầu tiên của Đảng Cộng sản Đông Dương, nguyên Đại biểu Quốc hội khóa I, II, III.

## Thân thế
Phan Lưu Thanh sinh ngày 1 tháng 1 năm 1906 tại xóm Đồng Bé, xã Xuân Long, tổng Xuân Phong, huyện Đồng Xuân, tỉnh Phú Yên (nay là khu phố Long Bình, thị trấn La Hai). Ông là con thứ sáu trong một gia đình Nho học.

## Hoạt động cách mạng
Ban đầu, ông tham gia Hưng nghiệp hội xã ở La Hai, là cơ sở buôn bán được tổ chức bởi Chi bộ Phú Yên của Hội Việt Nam Cách mạng Thanh niên. Năm 1929, ông vào Sài Gòn, học lái xe ở trường cơ khí Chu Văn Hai. Tại đây, ông được Nguyễn Chương và Tư Rèn tuyên truyền, giác ngộ chủ nghĩa cộng sản.
Đầu năm 1930, Phan Lưu Thanh được giao nhiệm vụ trở về Phú Yên gây dựng lực lượng, bắt đầu từ cháu ruột Phan Văn Lan. Tại tỉnh lỵ Sông Cầu, ông lại giác ngộ lý tưởng cho Bùi Xuân Cảnh. Được sự giúp đỡ của Bùi Xuân Cảnh, Phan Lưu Thanh cho in truyền đơn và may cờ đỏ búa liềm. Vào ngày 1 tháng 5 (Quốc tế Lao động) và 1 tháng 8, hai ông đã tổ chức rải truyền đơn kêu gọi người dân đứng lên đấu tranh và treo cờ đỏ búa liềm tại tỉnh lỵ.
Tháng 8, Phan Lưu Thanh trở lại Sài Gòn và được kết nạp vào Đảng Cộng sản Việt Nam tại Chi bộ Thị Nghè do Tư Rèn làm Bí thư. Trở về Phú Yên, ông đã tập hợp được một nhóm thanh niên đi theo con đường cộng ở La Hai gồm Nguyễn Hữu Thanh, Phan Ngọc Bích, Bùi Xuân Cảnh, Nguyễn Hữu Tánh, Phan Cao Lâm, Nguyễn Thị Hảo, Nguyễn Điệp. Ngày 5 tháng 10, tại nhà riêng, ông đã tổ chức hội nghị thành lập Chi bộ Đảng Cộng sản đầu tiên trong tỉnh do ông làm Bí thư. Qua bốn tháng, từ Chi bộ đầu tiên, tỉnh Phú Yên đã thành lập được 17 Chi bộ với 78 Đảng viên, tập trung ở huyện Đồng Xuân, Tuy An và phủ Tuy Hòa.
Tháng 1 năm 1931, tại nhà của Nguyễn Phục Hưng, Hội nghị thành lập Tỉnh ủy Phú Yên được tổ chức, bầu ra Tỉnh ủy gồm 5 người do Phan Lưu Thanh làm Bí thư Tỉnh ủy. Tháng 2, Tỉnh ủy Phú Yên bắt được liên lạc với Phân ban Xứ ủy Trung Kỳ ở Quy Nhơn và được công nhận chính thức. Tháng 3, ông được điều về Phân ban Xứ ủy làm Trưởng ban Ấn loát, phụ trách in ấn, phân phát tài liệu, bàn giao lại nhiệm vụ Tỉnh ủy cho Trần Toại.
Tháng 6, Trần Toại bị ốm nặng, Phan Lưu Thanh được cử về Phú Yên tiếp nhận nhiệm vụ Bí thư Tỉnh ủy để tiếp tục chỉ đạo các cuộc đấu tranh. Ngày 13 tháng 7, thực dân Pháp tiến hành "khủng bố trắng", khoảng 500 người bao gồm cả Đảng viên Cộng sản và người dân bị bắt giữ, trong đó có Nguyễn Huấn, Cao Lộc, Nguyễn Đức, Nguyễn Thốn, Nguyễn Khắc Khoan,... Ngày 17 tháng 7, Phan Lưu Thanh bị bắt. Ngay trong đêm, Ban lãnh đạo nhà lao được thành lập gồm các Đảng viên Phan Lưu Thanh, Bùi Xuân Cảnh, Nguyễn Tánh, Cao Lộc, Nguyễn Khắc Khoan, Trương Tấn Ích. Ban lãnh đạo đã ra chỉ thị kiên quyết không khai báo, nếu có chỉ tập trung khai báo Phan Lưu Thanh để tạo cơ hội cho những người chưa bị lộ có thể được thả về tiếp tục hoạt động. Ngày 28 tháng 10, tại Sông Cầu, tòa án thực dân mở phiên tòa xử "án hội kín ở Phú Yên", ông bị phán 15 năm tù lưu đày biệt xứ, giam giữ ở nhà đày Buôn Ma Thuột.
Tháng 7 năm 1935, ông ra tù và bị an trí ở La Hai, nhưng vẫn âm thầm hoạt động khôi phục tổ chức Đảng. Năm 1945, ông tham gia lãnh đạo khởi nghĩa giành chính quyền ở huyện Đồng Xuân và trở thành Chủ tịch Việt Minh huyện Đồng Xuân.

## Hoạt động chính trị
Năm 1946, ông trúng cử Đại biểu Quốc hội khóa I, tham gia các hoạt động của Quốc hội trong khoảng thời gian 1946–1949.
Năm 1954, Hiệp định Genève được ký kết, ông tập kết ra Bắc, tham gia Cải cách ruộng đất.
Cho đến ngày nghỉ hưu, ông từng làm Trưởng phòng Tổ chức cán bộ và hành chính thuộc Viện Sốt rét (sau là Viện Sốt rét ký sinh trùng, Bộ Y tế), Bí thư Đảng ủy Bệnh viện Bạch Mai.

## Gia đình
Vợ ông là bà Nguyễn Thị Cúc, từng tham gia canh gác cho các hội nghị của các cơ quan Đảng bộ của tỉnh Phú Yên.

## Vinh danh
Ngày 18 tháng 6 năm 1997, căn nhà của ông, nơi thành lập Chi bộ Cộng sản đầu tiên ở tỉnh Phú Yên và trụ sở hoạt động của Tỉnh ủy Phú Yên giai đoạn 1930–1931, được Bộ Văn hóa Thông tin công nhận là Di tích lịch sử cấp Quốc gia.
Năm 2008, tên của ông được đặt cho một con đường ở thành phố Tuy Hòa (Phú Yên), đổi tên từ đường Nguyễn Tất Thành cũ. Ngày 2 tháng 7 năm 2022, thành phố Tuy Hòa quyết định khai trương hai tuyến phố đi bộ trên đường Lê Trung Kiên và Phan Lưu Thanh.
Tên của ông được đặt cho một trường Trung học cơ sở ở huyện Đồng Xuân.